# Горячі Ключі (Курильський міський округ)
Горячі Ключі (рос. Горячие Ключи) — село у Курильському міському окрузі Сахалінської області Російської Федерації.
Населення становить 2025 осіб (2013).

## Історія
З 1905 по 3 вересня 1945 року у складу губернаторства Карафуто Японії, відтак у складі Курильського міського округу Сахалінської області.
У селі дислокується 18-та кулеметно-артилерійська дивізія.

## Населення
| 2002 | 2010  |
| ---- | ----- |
| 1767 | ↗2025 |